# 그린버그 (영화)
《그린버그》(Greenberg)는 미국에서 제작된 노아 바움백 감독의 2010년 드라마, 코미디 영화이다. 벤 스틸러 등이 주연으로 출연하였고 제니퍼 제이슨 리 등이 제작에 참여하였다. 스콧 루딘 프로덕션이 제작하였고 포커스 피처스에 의해 배급되었다.

## 출연

### 주연
- 벤 스틸러
- 그레타 거윅

### 조연
- 코비 루비에르
- 시드니 루비에르
- 크리스 메시나
- 수잔 테일러
- 메릿 웨버
- 크리스 코이
- 미나 배디
- 리스 이판
- 블레어 테프킨
- 마크 듀플라스
- 제이크 팰트로
- 제니퍼 제이슨 리
- 애너 컬프
- 에리카 허긴스
- 브리 라슨
- 주노 템플
- 데이브 프랭코
- 맥스 호프만
- 트렌트 길
- 조시아 마멧
- 조 디 스테파노
- 메건 킬러
- 안젤로 백코

## 기타
- 미술: 포드 휠러
- 세트: 엘리자베스 키넌
- 의상: 마크 브릿지
- 배역: 프랜신 마이슬러